# Terriente
Terriente es un municipio y localidad española de la provincia de Teruel, en la comunidad autónoma de Aragón. El término municipal, ubicado en la comarca de la Sierra de Albarracín, tiene una población de 210 habitantes (INE 2024). La localidad se encuentra a una altitud de unos 1443 m sobre el nivel del mar.

## Geografía
El municipio está compuesto de dos núcleos de población, el núcleo de Terriente y la pedanía El Villarejo. Tiene un área de 47,98 km² con una población de 173 habitantes (INE 2016) y una densidad de 3,61 hab/km². Altitud: 1443 m s. n. m.

## Historia
El 21 de junio de 1257, por privilegio del rey Jaime I dado en Teruel, este lugar pasa a formar parte de Sesma de Jabaloyas en la Comunidad de Santa María de Albarracín, que dependían directamente del rey, perdurando este régimen administrativo siendo la única que ha permanecido viva tras la aplicación del Decreto de Disolución de las mismas, en 1837, teniendo su sede actual en Tramacastilla.
Hacia mediados del siglo XIX, el lugar tenía contabilizada una población de 797 habitantes. Aparece descrito en el decimocuarto volumen del Diccionario geográfico-estadístico-histórico de España y sus posesiones de Ultramar de Pascual Madoz de la siguiente manera:

TERRIENTE: l. con ayunt. en la prov. de Teruel (6 leg.), part. jud. y dióc. de Albarracin (3), aud. terr. de Zaragoza (27) v c. g. de Aragon. sit. al pie de una colina en terreno parte llano y parte quebrado; el clima es frio, pero muy sano. Se compone de 140 casas entre ellas la de ayunt.; dos fuentes llamadas el Cubo y el Chorrillo; una escuela de instruccion primaría concurrida por 56 niños; igl. parr. (La Transfiguracion del Señor) servida por un cura de primer ascenso y de provision ordinaria, y un cementerio que en nada perjudica á la salud pública. Confina el térm. por el N. con el de Moscardon y Royuela; E. Saldon; S. Masegoso, y O. Moscardon; se encuentra en él una ermita y el barrio llamado de Villarejos (V.). El terreno participa de monte y llano, todo de secano y de mala calidad, con varias deh. y prados naturales. Los caminos conducen á los pueblos inmediatos. El correo se recibe de Albarracin. prod.: trigo morcacho, centeno, avena, cebada, patatas, yeros y pastos; hay ganado vacuno, lanar y cabrío, y caza de perdices. pobl.: 199 vecinos, 797 almas. riqueza imp.: 126,337 rs.
Madoz, 1849, p. 750)

## Demografía
Terriente cuenta con una población de 210 habitantes (INE 2024).
| Gráfica de evolución demográfica de Terriente entre 1842 y 2021                                                     |
| |
| Población de derecho según los censos de población del INE Población de hecho según los censos de población del INE |

## Administración y política
| Período   | Alcalde                  | Partido |  |
| --------- | ------------------------ | ------- |  |
| 1979-1983 | Patricio Barrera Sánchez | PSOE    |  |
| 1983-1987 |                          |         |  |
| 1987-1991 |                          |         |  |
| 1991-1995 |                          |         |  |
| 1995-1999 |                          |         |  |
| 1999-2003 |                          |         |  |
| 2003-2007 |                          |         |  |
| 2007-2011 |                          |         |  |
| 2011-2015 | Victoriano Jordán Codes  | PAR     |  |

| Partido político    | Partido político                                   | 2003   | 2007   | 2011   | 2015   |
| Partido político    | Partido político                                   | Ediles | Ediles | Ediles | Ediles |
|                     | Partido Aragonés (PAR)                             | 4      | 4      | 4      | 4      |
|                     | Partido Popular de Aragón (PP)                     | 0      | 0      | 0      | 1      |
|                     | Partido de los Socialistas de Aragón (PSOE-Aragón) | 1      | 1      | 1      | 0      |
|                     | Chunta Aragonesista (CHA)                          | 0      | 0      | 0      | 0      |
|                     | Iniciativa Aragonesa (INAR)                        | 0      | —      | —      | —      |
| Total de concejales | Total de concejales                                | 5      | 5      | 5      | 5      |

## Patrimonio

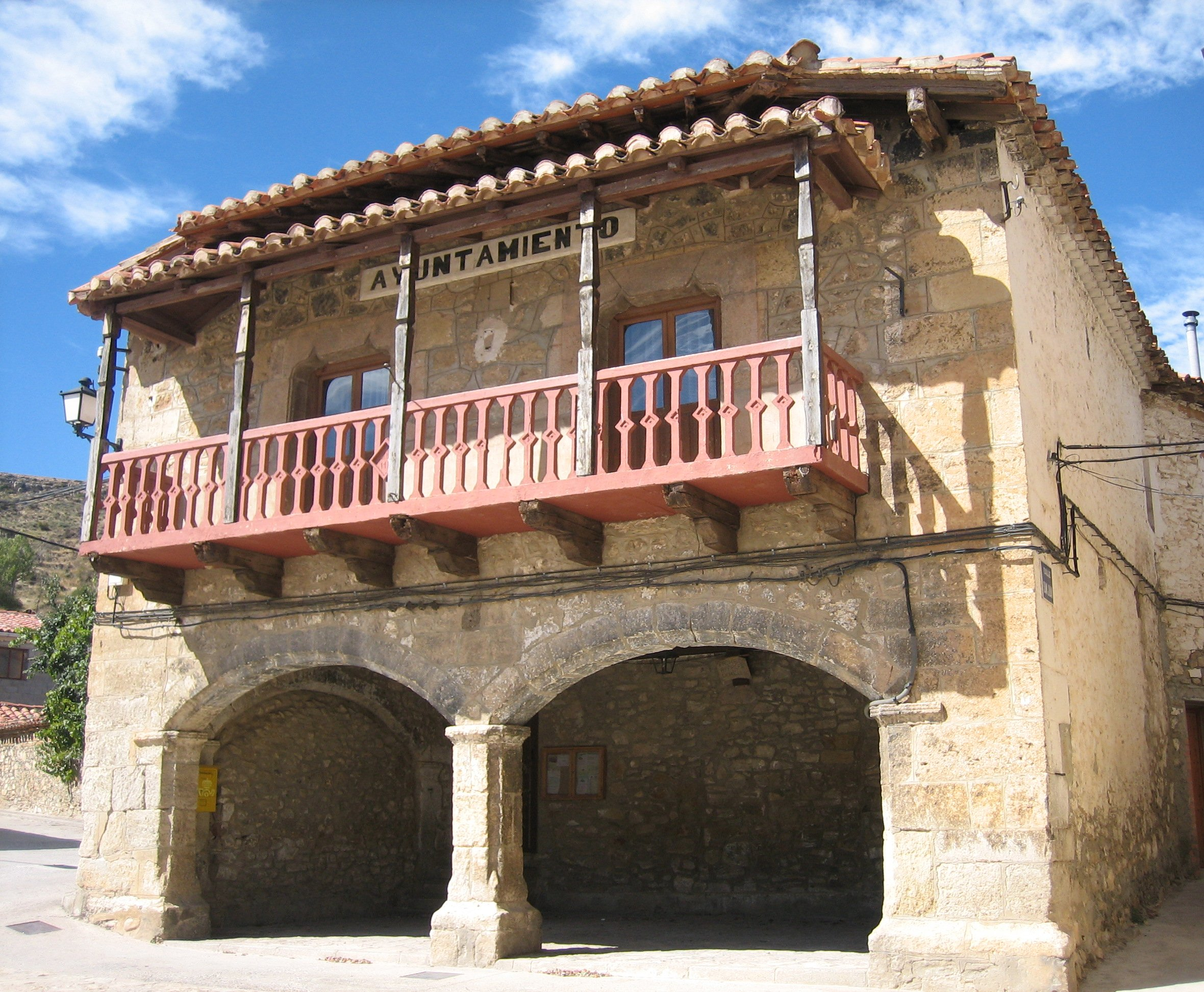
Casa consistorial

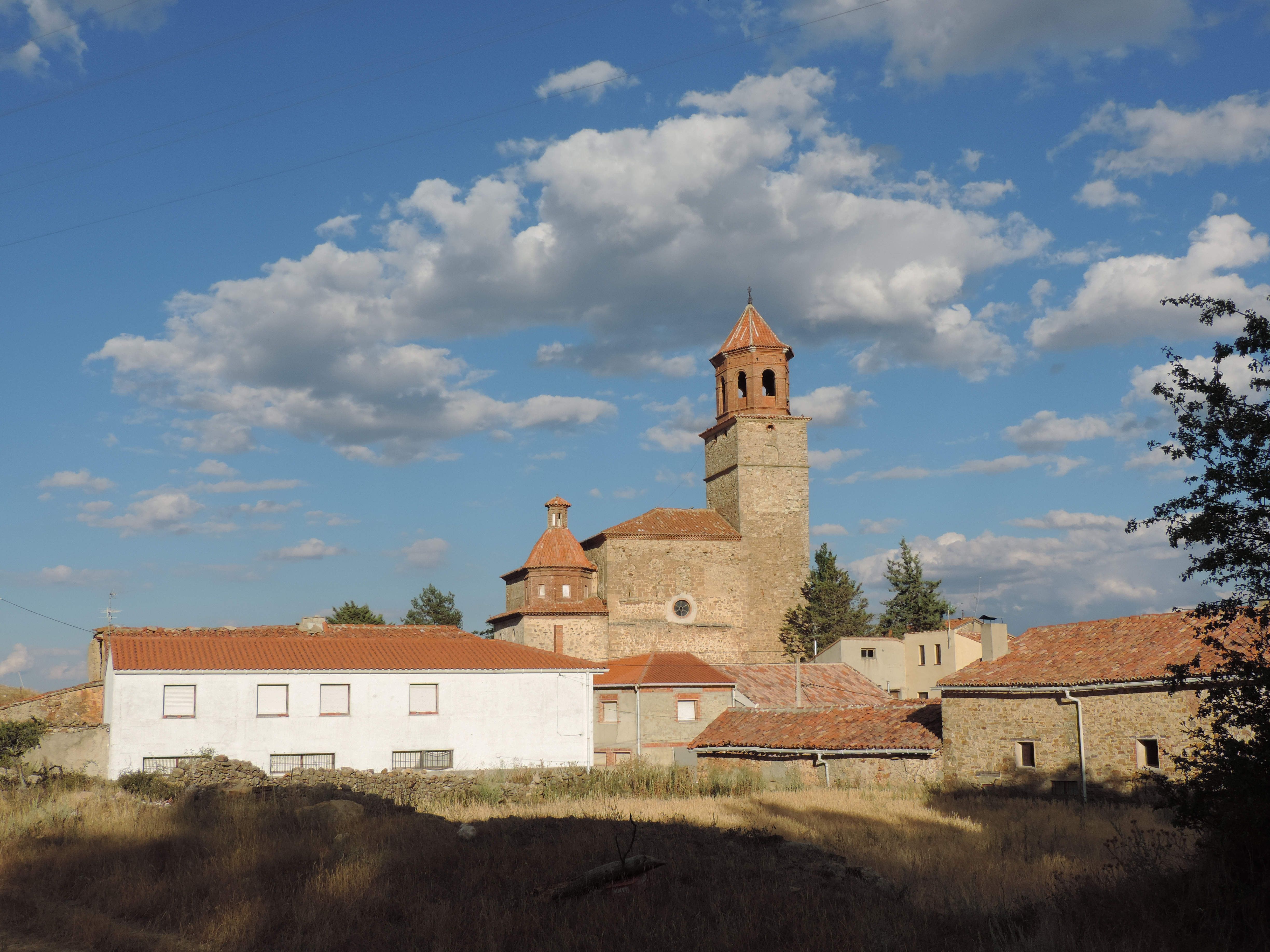
Iglesia del Salvador

- Casa consistorial de Terriente. Del siglo XVI, sigue modelos de arquitectura popular de la Sierra de Albarracín.
- Iglesia parroquial del Salvador. Del siglo XVI
- Ermitas de Villarejo y Rosario. De los siglos XVII y XVIII.